# Похищение «Савойи»
«Похищение „Савойи“» — совместный советско-болгарско-польский приключенческий кинофильм 1979 года, снятый по мотивам повести Анджея Щипёрского «Рейс 627» (пол. Lot 627).

## Сюжет
Действие фильма происходит в конце 1970-х годов. Польский школьник Янек Боровский отправляется на поезде из Варшавы в Париж, где его должен встретить друг семьи, издатель и коммерсант Жан Шалло, с которым они должны лететь к родителям Янека в Бразилию. Будучи в отеле, мальчик случайно подслушивает разговор между неизвестными в соседнем номере, в котором речь идёт об операции захвата и оплате. Янек и месье Шалло сообщают о разговоре в полицию. Из Парижа Янек вылетает в сопровождении Шалло в Рио-де-Жанейро к своим родителям. В пути они знакомятся с советской школьницей Таней Соколовой и её мамой. В одном из южноамериканских аэропортов они пересаживаются на небольшой самолёт «Савойя» местных авиалиний и вылетают в Рио. Угонщики во главе со шведом Гидо Торстенсеном захватывают самолёт и, угрожая оружием, заставляют пилота изменить курс. Именно его разговор с нанимателями слышал в отеле Янек. Однако топливо кончается, самолёт совершает вынужденную посадку в поле посреди джунглей, не долетев до границы Бразилии.
Для пополнения горючего и провианта Гидо берёт с собой группу пассажиров: Жана Шалло, польского профессора Станислава Вежанского, живущего в Лондоне, Таню и Янека. Вместе они осуществляют сложный переход через джунгли в сельскохозяйственную колонию, которой нет на картах. В ней проживают избежавшие после Второй мировой войны Нюрнбергского процесса нацисты, не захотевшие смириться с поражением в войне гитлеровской Германии, и служащий им преступный сброд со всего мира. План Гидо состоял в захвате самолёта с целью вывоза марихуаны, которую выращивают вокруг колонии. На деньги от продажи наркотиков и живут воспоминаниями о Второй мировой войне бывшие нацистские преступники, а также содержат ультраправые организации в Западной Европе, с целью когда-нибудь вернуться в Германию и снова захватить власть в свои руки. Заправляет в колонии бывший штурмбанфюрер СС Генрих Шарф, также известный как Эрвин Хаске. Гидо собирается с носильщиками доставить горючее обратно к самолёту, однако планы меняются. Преступникам становится известно, что для Гидо это последняя операция, и что он собирался завязать с криминалом, к тому же в перестрелке с полицией убиты их связные, которые доставляли марихуану, а также арестованы наркокурьер Лансье и бывший коллаборационист Борде, связанные с Шарфом и его французским получателем наркотиков Берже. Шарф считает, что это Гидо всех их «продал» и боится, что тайна колонии будет раскрыта, и он распоряжается бросить Гидо с попутчиками в зиндан.
Героям удаётся сбежать из ямы и захватить автомобиль. Беглецы берут в заложники Шарфа и прорываются обратно к брошенному в джунглях самолёту. По пути они отбиваются от нападения бандитов. Впоследствии Шарф лишается своих сослуживцев: одного убивает индеец по имени Ганс, за что тот заплатил своей жизнью, а другой, не выдержав интриг, навсегда уходит из банды наркоторговцев. Один из людей Шарфа, головорез по кличке «Джокер», освобождает нациста и тот решает немедленно прикончить Гидо и пассажиров «Савойи». Во время войны боец Сопротивления Шалло из-за осечки пистолета не смог застрелить в Париже Шарфа. Он узнаёт Шарфа и говорит, что теперь тот не уйдёт от возмездия. Однако во время перестрелки он всё же убивает вконец обезумевшего нациста. На помощь приходит местная полиция, поднятая из-за пропажи самолёта. В ходе перестрелки их отступление прикрывает перешедший на сторону беглецов Гидо. Он гибнет. Янек, Таня и остальные пассажиры «Савойи» успешно взлетают и спасаются.

## В ролях
- Влодзимеж Голачиньский (1965) — Янек Боровский, польский школьник, пассажир «Рейса 627» самолёта «Савойя»
- Дарья Михайлова — Таня Соколова, советская школьница, пассажир «Рейса 627» самолёта «Савойя»
- Леонид Броневой — Жан Шалло, французский коммерсант, издатель, бывший участник антифашистского сопротивления, пассажир «Рейса 627» самолёта «Савойя»
- Антони Юраш[пол.] (1922—2011) — Станислав Вежанский, польский профессор, пассажир «Рейса 627» самолёта «Савойя» (озвучивание — Константин Тыртов)
- Александр Михайлов — Гидо Торстенсен, наркокурьер, угонщик самолёта «Савойя», перешедший на сторону пассажиров
- Ольга Остроумова — Валентина Соколова, мама Тани Соколовой, пассажир «Рейса 627» самолёта «Савойя»
- Михаил Глузский — Генрих Шарф, он же Эрвин Хаске, глава преступной группы в Латинской Америке, нацистский преступник
- Альгимантас Масюлис — Макс Абендрот, один из руководителей преступной группы в Латинской Америке, нацистский преступник
- Лычезар Стоянов[болг.] (1938—1991) — Борде, помощник Берже и Шарфа, коллаборационист, спонсор ультраправых организаций (озвучивание — Феликс Яворский)
- Игорь Васильев — Лансье, он же Поль Латире, помощник Берже и Шарфа, наркокурьер, наёмный убийца
- Александр Вокач — Вельт, один из руководителей преступной группы в Латинской Америке, нацистский преступник
- Олев Эскола — Роггерс, член преступной группы в Латинской Америке
- Леонид Марков — Лафонте, комиссар французской полиции
- Григорий Лямпе — Робер, помощник комиссара Лафонте
- Михаил Жигалов — Магнус, наркокурьер, угонщик самолёта «Савойя»
- Леон Немчик — Берже, получатель наркотиков от Шарфа во Франции (озвучивание — Олег Мокшанцев)
- Нартай Бегалин (1951—1993) — «Джокер», член преступной группы в Латинской Америке
- Шавкат Газиев (1944—2014) — Жозе Рамиро (озвучивание — Вадим Захарченко)
- Раднэр Муратов — Ганс, индеец, убивший Макса
- Георгий Мартиросян — пилот самолёта «Савойя»
- Владимир Новиков — пилот вертолёта
- Алексей Золотницкий — телекомментатор

## Съёмочная группа
- Режиссёр: Вениамин Дорман
- Авторы сценария: Исай Кузнецов, Анджей Щипёрский, Анджей Гожевский
- Композитор: Анджей Кожиньский
- Художник-постановщик: Марк Горелик
- Операторы: Андрей Кириллов, Вадим Корнильев